# Корощин
Корощин (пол. Koroszczyn) — деревня в Бяльском повете Люблинского воеводства Польши. Входит в состав гмины Тересполь. По данным переписи 2011 года, в деревне проживало 594 человека.

## География
Деревня расположена на востоке Польши, на левом берегу реки Чапельки, вблизи государственной границы с Белоруссией, на расстоянии приблизительно 28 километров к востоку-северо-востоку (ENE) от города Бяла-Подляска, административного центра повета. Абсолютная высота — 135 метров над уровнем моря. К западу от населённого пункта проходит национальная автодорога 68.

## История
В конце XVIII века входила в состав Брестского повета Берестейского воеводства Великого княжества Литовского. Имелась униатская церковь.
По данным на 1883 год имелось 112 дворов и проживало 850 человек. Согласно «Справочной книжке Седлецкой губернии на 1875 год» деревня входила в состав гмины Кобыляны Бельского уезда Седлецкой губернии.
В период с 1975 по 1998 годы деревня входила в состав Бяльскоподляского воеводства.

## Население
Демографическая структура по состоянию на 31 марта 2011 года:
|         | Всего | До трудоспособного возраста | Трудоспособного возраста | Старше трудоспособного возраста |
| ------- | ----- | --------------------------- | ------------------------ | ------------------------------- |
| Мужчины | 294   | 52                          | 212                      | 30                              |
| Женщины | 300   | 63                          | 176                      | 61                              |
| Всего   | 594   | 115                         | 388                      | 91                              |